# Йесеник (окръг)
Окръг Йесеник (на чешки: Okres Jeseník) е един от 5-те окръга на Оломоуцкия край на Чехия. Административен център е едноименният град Йесеник. Площта на окръга е 718,96 km2, а населението – 39 261 (2016 г.). В окръга има 24 населени места, от които 5 града. Код по LAU-1 – CZ0711.
Административната единица граничи с окръг Шумперк от Оломоуцкия край на юг и с окръг Брунтал от Моравско-силезкия край на югизток. На запад, север и североизток е държавната граница с Полша.

## История
Почти целият окръг се намира в историческите земи на Чешка Силезия, само кадастралната община Остружна (с изключение на населеното място Рамзова) е в Моравия. Силезката част на окръга в миналото е влизала в състава на чешкото Ниско херцогство.

## Градове
Яворник, Йесеник, Виднава, Злате Хори и Жулова.

## Образование
По данни от 2003 г.:
| Вид училище                         | Брой училища |
| ----------------------------------- | ------------ |
| Детски градини                      | 30           |
| Начални училища                     | 19           |
| Гимназии                            | 1            |
| Средни училища и промишлени училища | 3            |
| Средни професионални училища        | 5            |
| Висши професионални училища         |              |

## Здравеопазване
По данни от 2003 г.:
| Лекари                                      | 141 |
| Болници                                     | 1   |
| Специализирани заведения за лечение и отдих | 3   |
| Зъболекари                                  | 20  |
| Аптеки                                      | 8   |

## Транспорт
През окръга преминава част от първокласните пътища (пътища от клас I) I/44 и I/60. Пътища от клас II в окръга са II/369, II/445, II/450, II/453, II/454, II/455, II/456 и II/457.